# Микрюкова, Надия Викторовна
Надия Викторовна Микрюкова (20 октября 1972 — 17 января 2020) — российская спортсменка-ориентировщица, чемпионка Европы и мира. Заслуженный мастер спорта России (2009). Также выступала в футболе.

## Биография
В середине 1990-х годов выступала в высшей лиге России по футболу за клуб-аутсайдер «МИСИ-Бина» (Москва).
В 2000-е годы принимала участие в соревнованиях по спортивному ориентированию на велосипедах. Представляла СДЮШОР № 54 «Ориента» г. Москвы (тренер Архаров А. Б.), входила в сборную России. На чемпионатах мира становилась чемпионкой (2006), серебряным (2007, 2008) и бронзовым (2009) призёром в командных соревнованиях. На чемпионатах Европы завоевала золото в 2009 году на длинной дистанции, серебро в 2006 году в командных соревнованиях и бронзу в 2006 году в спринте. Становилась призёром российских соревнований, в том числе — серебряный призёр общего зачёта Кубка России 2003 года.
Скончалась 17 января 2020 года на 48-м году жизни.